# Fântâna Zodiac
Fântâna Zodiac se află în Piața Libertății, la intrarea principală în Parcul Carol I, din București, sector 4. 

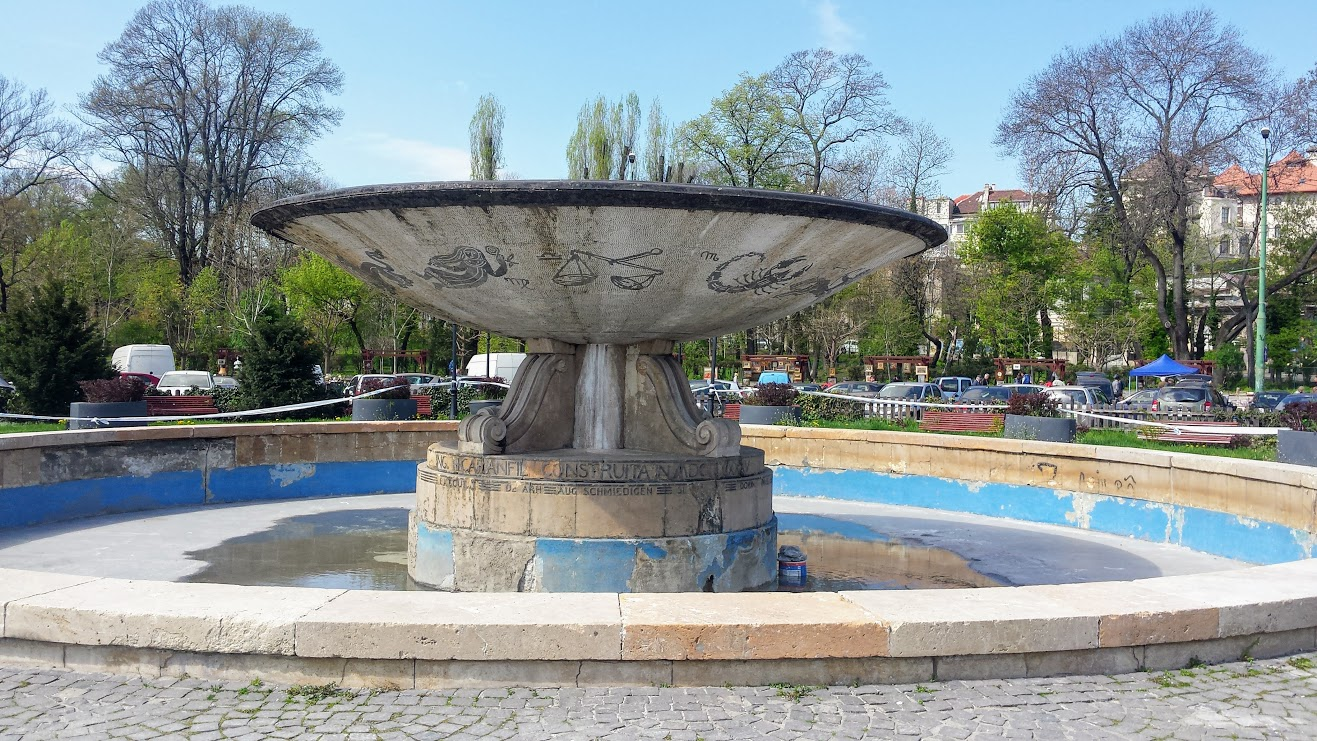
Fântâna Zodiac

Fântâna constă dintr-un bazin circular, de mari dimensiuni, în mijlocul căruia se înalță o cupă de piatră și a fost concepută de arhitectul Octav Doicescu, iar mozaicurile negre pe fond cenușiu, reprezentând zodiile, au fost realizate de sculptorul Mac Constantinescu în stil modernist Art Deco. Lucrările au fost executate de arh. August Schmiedigen și Dorin Pavel.
Fântâna a fost inaugurată în 1935, de regele Carol al II-lea al României, cu ocazia festivităților ocazionate de Luna Bucureștilor, care au durat de la 9 mai până la 9 iunie. La vremea aceea, piața se numea Piața Mareșal Joffre.
Fântâna Zodiac este înscrisă în Lista monumentelor istorice 2010 - Municipiul București - la nr. crt. 2330, cod LMI B-III-m-A-20003.
În Planul de dezvoltare durabilă a Municipiului București pentru anii 2009-2012 a fost inclusă și schimbarea pompei de circulație și a instalației electrice la Fântâna Zodiac.